# Qualia
Qualia (enkelvoud 'quale') worden in de filosofie van de geest gedefinieerd als individuele gevallen van subjectieve, bewuste ervaring die niet met een ander gedeeld kunnen worden: "als ik rood zie dan weet ik niet of iemand anders die datzelfde rode object ziet ook dezelfde zintuiglijke ervaring heeft als ik". Je kunt wel uitleggen dat je rood ziet bij een bepaalde golflengte van het licht dat in je oog komt, maar dat betekent nog niet dat de zintuiglijke ervaring waarvan je je bewust wordt ook hetzelfde is. Het zijn kwalitatieve eigenschappen van de waarneming, zoals je die bewust ervaart bij gevoel, smaak, kleur, geluid of geur.
Om dezelfde reden kun je aan een ander ook niet uitleggen wat "rood" is behalve dan door te wijzen op objecten die óók rood zijn. Smaken en geuren kun je alleen duidelijk maken door ze te vergelijken: smaakt als..., of ruikt als... In de vinologie wordt een heel vocabularium gebruikt om de smaak van wijn te karakteriseren.

## Argumenten voor het bestaan van qualia
Er zijn verschillende gedachte-experimenten opgezet om het bestaan van qualia duidelijk te maken. Frank Jackson beschreef er enkele in zijn artikel "Epiphenomenal Qualia" (1982).
De wetenschapster Mary leeft ondergronds, waar alles in zwart-wit is. Zij weet alles van de waarneming van de kleur rood, maar heeft zelf nog nooit rood gezien. Wanneer zij uiteindelijk boven komt, en de kleur rood waarneemt, dan leert zij iets bij: de ervaring van wat het is om rood te zien.
Fred heeft een extra vermogen om verschillende kleuren rood te onderscheiden. Tomaten kan hij precies opdelen in twee verschillende kleuren, waar anderen dat niet kunnen. Wetenschappers weten alles van zijn neurofysiologische processen, maar weten niet wat het is om Fred te zijn.
Ook Thomas Nagel heeft in zijn "What's it like to be a bat" (1974) proberen aan te tonen dat hoewel we een hoop te weten kunnen komen over de waarneming van, in zijn voorbeeld, een vleermuis, we nooit zullen weten wat het is om er daadwerkelijk één te zijn. Er lijkt hier een duidelijke scheiding te zijn tussen het objectieve derdepersoons-perspectief van een wetenschapper en het subjectieve zelfbeeld.
Het feit dat qualia fundamenteel subjectief zijn maakt het lastig om het bestaan ervan objectief vast te stellen: als ik een rood gekleurd voorwerp zie dan kan ik niet vaststellen of  iemand anders die hetzelfde voorwerp ziet dezelfde kleurervaring heeft als ik, ondanks dat beide weten dat rood licht een bepaalde golflengte heeft en beide roodgevoelige zintuigcellen in het oog hebben en beide ongeveer dezelfde hersenstructuur hebben. Het "rood-zijn" is dus een ontoegankelijke mentale interpretatie van hetgeen fysiek waargenomen wordt. Daarom worden qualia vaak aangevoerd als voedingsbodem voor het dualisme. Anderzijds beweren emergentisten dat elke persoonlijke waarneming van een fysiek, dan wel mentaal verschijnsel gepaard gaat met een mentale, emergente interpretatie van het waargenomen verschijnsel, die als zodanig in een neuraal netwerk gecreëerd kan worden (en dat laatste is dus de fysieke oorzaak van het emergente verschijnsel).

## Neurowetenschap en qualia
In de zienswijze van het dualisme zijn bewustzijn en hersenen gescheiden entiteiten. Ook qualia zoals de waarneming van de kleur rood of mijn persoonlijke herinnering aan een vroegere vakantie zouden niet tot hersenfuncties te herleiden zijn. Dualisme is derhalve niet verenigbaar met een neurofysiologische verklaring van het bewustzijn.
Veel neurowetenschappers menen echter dat de voortschrijdende kennis van hersenfuncties op den duur zal leiden tot een scherper inzicht in de aard van bewustzijnsverschijnselen. Ook filosofen als Paul Churchland zijn deze mening toegedaan, en hun stroming wordt dan ook eliminativisme genoemd.

## Consequenties van het bestaan van qualia
Het bestaan van qualia levert een mogelijk argument op tegen de identiteitstheorie, die stelt dat fysieke processen en bewustzijnsprocessen identiek zijn. Ergo: als alle fysieke processen bekend zijn, zouden volgens de identiteitstheorie ook alle mentale toestanden bekend zijn. Qualia lijken echter in principe niet adequaat als fysiek proces beschreven te kunnen worden. Hoewel het mogelijke bestaan van de qualia vooral als argument tegen de identiteitstheorie gebruikt is, vormt een verklaring voor de kwalitatieve aspecten van de waarneming voor vrijwel elk standpunt binnen de filosofie van de geest een probleem.

## Verwarring rond het argument
Het argument voor qualia kan verder verduidelijkt worden met het gedachte-experiment hierboven: wetenschappers kunnen weliswaar Freds mentale processen neurologisch beschrijven, maar zelf kunnen zij deze niet ervaren. Echter, vaak wordt het argument geïnterpreteerd als zich beroepend op een tegenstrijdig tegenstellen en gelijkstellen van "beschrijven" en "ervaren". Men maakt wel de tegenstelling: 'beschrijven is nog geen ervaren' maar stelt ze inconsequent wel aan elkaar gelijk, alsof ze als kenproces aan dezelfde criteria zouden moeten voldoen en de beschrijving mislukt is wanneer deze geen directe ervaring impliceert.
Het qualia-argument zou dan ongeldig zijn: het zou berusten op een verwarring tussen de begrippen 'iets kunnen beschrijven' en 'ervaren', die beiden soms met 'iets kennen' worden aangeduid. Om deze tegenwerping te omzeilen moet het argument zo worden opgevat dat het in beide gevallen om een beschrijving gaat: in het ene geval om een beschrijving van de fysieke processen; in het andere geval om de beschrijving van de ervaring — en dat volgens het argument voor beide beschrijvingen niet dezelfde taal gebruikt kan worden zonder dat er een mislukt. Ook voor een, volgens het argument, adequate beschrijving van de ervaring in niet-fysieke termen is het natuurlijk geen noodzakelijke voorwaarde dat de beschrijver de beschreven ervaring zelf ervaart.

## Voetnoten
1. ↑  Nagel, Thomas (October 1974). "What is it like to be a bat?". The Philosophical Review. 83 (4): 435–450. https://www.pdcnet.org/phr/content/phr_1974_0083_0004_0435_0450
2. ↑  https://plato.stanford.edu/entries/properties-emergent/
3. ↑  Churchland, P.M. (1988) Matter and Consciousness. 2nd Edition. Cambridge, MIT Press.